# 泰耶 (多姆山省)
泰耶（法語：Teilhet，法語發音：[tɛjɛ]）是法国多姆山省的一个市镇，属于里永区。

## 地理
泰耶（46°5'47"N, 2°49'18"E）面积18.81 平方千米，位于法国奥弗涅-罗讷-阿尔卑斯大区多姆山省，该省份为法国中南部省份，北起阿列省接壤，东临卢瓦尔省，南至上盧瓦爾省和康塔爾省，西接科雷兹省和克勒兹省。
与泰耶接壤的市镇（或旧市镇、城区）包括：古蒂耶尔、讷夫埃格利斯、勒卡尔捷、圣克里斯蒂娜、伊乌。

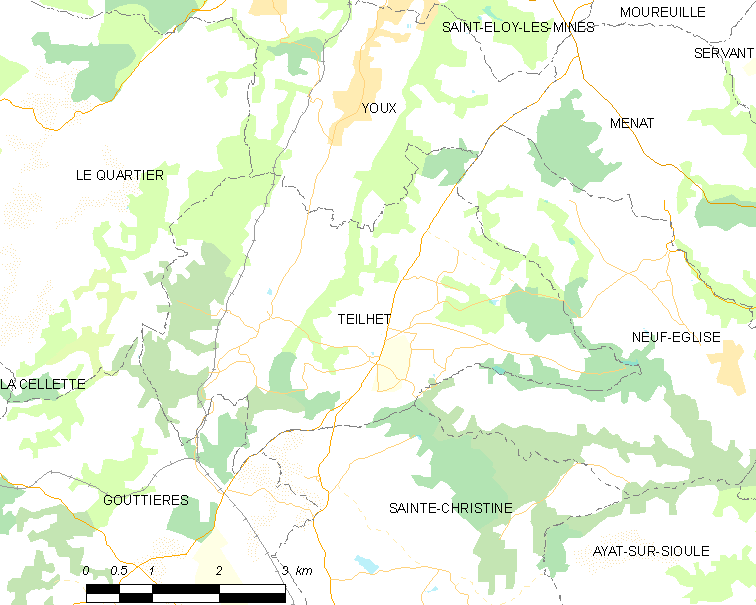
的OSM定位图

泰耶的时区为UTC+01:00、UTC+02:00（夏令时）。

## 行政
泰耶的邮政编码为63560，INSEE市镇编码为63428。

## 政治
泰耶所属的省级选区为圣埃卢瓦莱米讷县。

## 人口

1962-2008年间人口变化图示

泰耶于2022年1月1日时的人口数量为283人。